# Chabot de mer
Taurulus bubalis
Genre
Espèce
Statut de conservation UICN

 LC  : Préoccupation mineure
Répartition géographique
Le chabot de mer (Taurulus bubalis) est l'une des rares espèces de poissons de la famille des cottidés à vivre en eaux salées. C'est la seule espèce du genre Taurulus.

## Répartition et habitat
Le chabot de mer est présent dans l'est de l'océan Atlantique, de l'Islande au Portugal. Il vit dans la zone intertidale avec un comportement sédentaire. On le trouve souvent dans les flaques laissées par la marée dans les zones de pierres ou d'algues.

## Description
Il est facilement reconnaissable aux plaques osseuses qui lui couvrent le corps, particulièrement en arrière de la tête. La tête est souvent colorée de bleu, aussi bien à l'extérieur qu'à l'intérieur de la bouche. Il est capable, comme la blennie de respirer l'air lorsqu'il est hors de l'eau. Cette faculté lui permet de résister à l'émersion ou de changer de flaque lorsque les conditions deviennent inhospitalières.
Il dépasse rarement la taille de 20 cm ; il fait couramment une douzaine de centimètres.

## Alimentation
Prédateur, il se nourrit de petits crustacés, de mollusques, de vers polychètes, d'ophiures et même de petits poissons.

## Synonymes
Ce taxon admet plusieurs synonymes :
- Cottus bubalis Euphrasen, 1786 - protonyme
- Acanthocottus bubalis (Euphrasen, 1786)
- Aspicottus bubalis (Euphrasen, 1786)